# Palotai Csorba Ákos
Csorba Ákos, Palotai (Szent-Margita puszta, Szabolcs vármegye, 1838. április 8. – Budapest, 1902. január) magyar író, műfordító, újságíró, ügyvéd.

## Életútja
Változatos életútja során volt teológus, katona, postamester, főjegyző, ügyvéd. 1891 után ügyvédként működött Nagykanizsán, 1892-93-ban szerkesztette a Zala c. hetilapot. Írásai 1880-tól Cs. Palotai Ákos néven, vagy P. Á jelzéssel jelentek meg, főleg elbeszéléseket, regényeket írt. Írásait emlékkönyvekben, folyóiratokban Erdélyben is megjelentették, például Jósika Miklós születésének 100. évfordulója alkalmából (1894).

## Főbb munkái
- Történeti és társadalmi képek : eredeti és fordított beszélyek. Arad : Szerző, 1866.
- Koronásfők tragédiája : történeti regény. Budapest : [Képes Családi Lapok], [1899]. 120 p.
- A félárva : regény. Budapest : Europa, 1900. 148 p.